# Orthomeria
Orthomeria is een geslacht van wandelende takken uit de familie Aschiphasmatidae. De wetenschappelijke naam van dit geslacht is voor het eerst voorgesteld door William Forsell Kirby in een publicatie uit 1904. De soorten van dit geslacht komen voor in Maleisië, Indonesië en op de Filipijnen.

## Soorten
Het geslacht Orthomeria omvat de volgende soorten:
- Orthomeria forstenii (Haan, 1842)
- Orthomeria kangi Vallotto, Bresseel, Heitzmann & Gottardo, 2016
- Orthomeria limogesi Hennemann & Le Tirant, 2021
- Orthomeria pandora (Westwood, 1859)
- Orthomeria smaragdinum (Redtenbacher, 1906)
- Orthomeria superba (Redtenbacher, 1906)
- Orthomeria versicolor (Redtenbacher, 1906)
- Orthomeria xanti (Redtenbacher, 1906)